# William Henry Newman-Sherwood

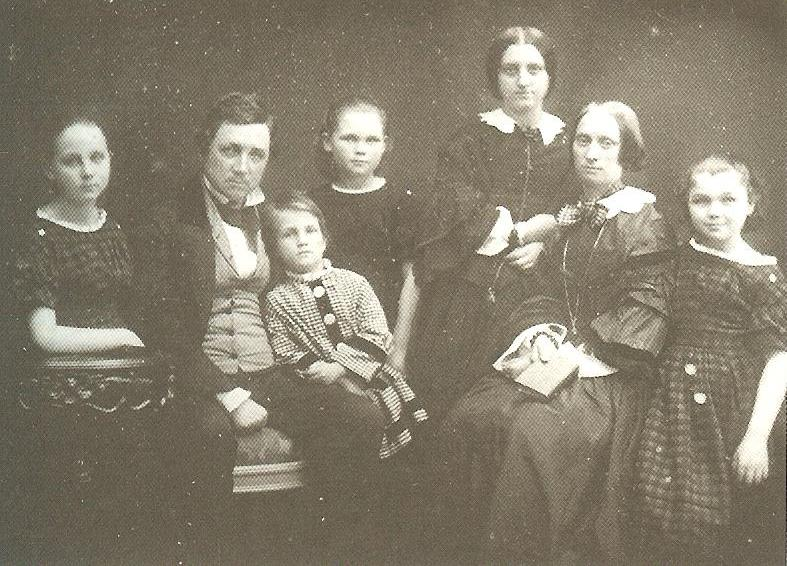
William Henry Newman-Sherwood und seine Familie, Daguerreotypie (ca. 1855)

William Henry Newman-Sherwood, auch Wilhelm Heinrich Newman-Sherwoood (* 25. Mai 1812 in London; † 5. März 1872 in Lübeck) war ein britisch-deutscher Arzt und Politiker.

## Leben
William Henry Newman-Sherwood war ein Sohn des Kaufmanns Samuel Newman-Sherwoood (1787–1848). Nach einem Konkurs verließ die Familie 1815 England und kam, nach Stationen in Paris, Frankfurt am Main und Hamburg, nach Lübeck. Hier wurde der Vater 1818 Lehrer der englischen Sprache am Katharineum zu Lübeck. William Henry besuchte dies ab 1821 bis zum Abitur Michaelis 1830. Zu seinen Mit-Abiturienten gehörten Georg Bernhard Eschenburg und Friedrich Christian Avé-Lallemant.
Er studierte Humanmedizin an den Universitäten Heidelberg, besonders bei Franz Naegele, und Halle, insbesondere bei Wilhelm Hermann Niemeyer (1788–1840). In Heidelberg wurde er 1831 Mitglied des Corps Hanseatia Heidelberg. In Halle wurde er 1835 mit einer gynäkologischen Dissertation über die Auskultation bei Schwangeren zum Dr. med. promoviert. Im November 1835 erhielt er die Approbation und eröffnete eine Praxis in Lübeck. Zum Ende des Jahres trat er dem Ärztlichen Verein zu Lübeck bei. 1839 erhielt er das Lübecker Bürgerrecht. Am 4. Dezember 1841 berief ihn der Rat der Stadt im Nebenamt zum städtischen Hebammenlehrer als Nachfolger von Johann Christian Jeremias Martini; er übte dieses Amt bis zu seinem Tod aus. Seine gynäkologische Praxis war sehr erfolgreich; er galt als der gesuchteste Frauenarzt im Lübeck des 19. Jahrhunderts.
Er war Schriftführer des Ärztlichen Vereins von 1843 bis 1846 und sein Vorsitzender in den Jahren 1849, 1853, 1859 und 1865. Von 1849 bis 1863 gehörte er der Lübecker Bürgerschaft an und wurde ihr stellvertretender Wortführer. Von 1852 bis 1854 und von 1855 bis 1857 war er Mitglied im Bürgerausschuss, der zwischen Bürgerschaft und Senat vermittelte und der Bürgerschaft Anteil an der Regierung des Stadtstaates gab. 1867 wirkte er an der Schaffung einer neuen Medizinalordnung mit und gehörte dem damit als Aufsichtsgremium neugeschaffenen Medizinal Collegium an.
Seit 1842 war er verheiratet mit Mathilde Buchhol(t)z (1819–1850), einer Tochter des Syndicus Carl August Buchholz und seiner Frau Catharina Eleonora Luise, geb. Tesdorpf († 1846). Das Paar hatte fünf Kinder; seine Frau verstarb kurz nach der Geburt des fünften Kindes.
1857 erwarb er das Haus Königstraße Jac.Q. 664 (heutige Hausnummer: 38).

## Werke
- De Auscultatione Obstetricia: Dissertatio Inauguralis. Grunert, Halae [1835] (Diss.)